# 会計法
会計法（かいけいほう、昭和22年法律第35号）は、国による歳入徴収、支出、契約に関する日本の法律である。
主務官庁は財務省大臣官房会計課および理財局国庫課であり、国税庁長官官房会計課、総務省自治財政局交付税課をはじめ全省庁・独立行政法人等と連携して執行する。
明治憲法下では財政法は存在せず、旧会計法（明治22年制定・大正10年全部改正）のなかにおいて、収入・支出の手続に関する規定だけではなく、予算・決算制度などに関する規定も定められていた。日本国憲法の施行に合わせ、旧会計法を全部改正する形で、1947年の帝国議会において会計法を改正する法律（昭和22年法律第35号）により制定された（同年3月31日公布）。
財政運営に関する基本原則は財政法で定める。また本法の委任を受けて予算決算及び会計令（昭和22年勅令第165号）が制定されている。

## 構成
- 第1章 総則
- 第2章 収入
- 第3章 支出負担行為及び支出
  - 第1節 総則
  - 第2節 支出負担行為
  - 第3節 支出
  - 第4節 支払
- 第4章 契約
- 第5章 時効
- 第6章 国庫金及び有価証券
- 第7章 出納官吏
- 第8章 雑則
- 附則